# Majdan Konstituciï (metropolitana di Charkiv)
La stazione di Majdan Konstituciï (Майдан Конституції, ), in russo Ploščad' Konstitucii (Площадь Конституции), è una stazione della metropolitana di Charkiv, sulla linea Cholodnohirs'ko-Zavods'ka.

## Storia
La stazione di Majdan Konstituciï venne attivata il 23 agosto 1975, contemporaneamente alla prima tratta (da Cholodna hora a Moskovs'kij prospekt) della linea Cholodnohirs'ko-Zavods'ka.

## Strutture e impianti
Si tratta di una stazione sotterranea, con due binari – uno per ogni senso di marcia – serviti da una banchina ad isola.

## Interscambi
- Fermata metropolitana (Istoryčnyj muzej, linea Saltivs'ka) [3]